# Le Roi du swing
Pour plus de détails, voir Fiche technique et Distribution.
Le Roi du swing (titre original : Sweet and Low-Down) est un film américain réalisé par Archie Mayo, sorti en 1944.

## Synopsis
Un jeune tromboniste laisse son nouveau succès lui monter à la tête lorsqu'il est invité à rejoindre le Benny Goodman Orchestra.

## Fiche technique
- Titre : Sweet and Low-Down
- Réalisation : Archie Mayo
- Scénario : Richard English et Edward Haldeman
- Photographie : Lucien Ballard
- Montage : Dorothy Spencer
- Pays de production : États-Unis
- Format : Noir et blanc - 1,37:1 - Mono
- Genre : musical
- Date de sortie : 1944

## Distribution
- Benny Goodman and His Orchestra
- Linda Darnell : Trudy Wilson
- Jack Oakie : Popsy
- Lynn Bari : Pat Stirling
- Allyn Joslyn : Lester Barnes
- Dickie Moore : 'Mogie' Cramichael